# Ralph Abercromby (generale)
Ralph Abercromby (Menstrie, 7 ottobre 1734 – Alessandria d'Egitto, 28 marzo 1801) è stato un generale inglese. Egli assurse al rango di tenente-generale nel British Army, e divenne noto per il suo servizio durante le guerre napoleoniche, e prestò servizio come comandante in capo per l'Irlanda. Egli fu rappresentante parlamentare per la circoscrizione di Clackmannanshire e venne nominato governatore di Trinidad.

## Biografia

### I primi anni
Nato in Scozia, Ralph era figlio di George Abercromby di Tullibody, nel Clackmannanshire, e fratello dell'avvocato Alexander Abercromby, lord Abercromby. Ralph nacque a Menstrie, nel Clackmannanshire. Educato alla Rugby School e all'Università di Edimburgo, nel 1754 venne inviato all'Università di Lipsia per studiare diritto civile, con l'idea di procedere nella propria carriera di avvocato.
Abercromby fu anche massone e membro della Canongate Kilwinning Lodge No 2 di Edimburgo, Scozia.

### La Guerra dei Sette anni
Al ritorno dal continente, egli espresse una grande volontà di intraprendere la carriera militare e ottenne la commissione come cornetta (marzo 1756) nel 3rd Dragoon Guards. Egli prestò servizio con il suo reggimento nella guerra dei Sette anni, e questo gli consentì di studiare i metodi militari e le idee tattiche di Federico il Grande.
Nel 1773 raggiunse il grado di tenente colonnello del reggimento e nel 1780 ottenne il brevetto di colonnello, e nel 1781 divenne colonnello del King's Irish Infantry. Quando quel reggimento venne sciolto, nel 1783, venne posto a mezza paga.
Da quel tempo, egli fu impiegato raramente in servizio, principalmente per la sua opposizione alla politica del governo, e per le sue simpatie coi coloni americani nella loro rivoluzione. Lasciando l'esercito, egli divenne membro del parlamento per il Clackmannanshire. Questo, ad ogni modo, gli diede prova di non essere congeniale e si ritirò in favore di suo fratello, preferendo ritirarsi a Edimburgo per curare i suoi figli.

### Altri servizi bellici
Quando la Francia dichiarò guerra alla Gran Bretagna nel 1793, egli riprese i suoi compiti professionali nell'esercito. Stimato come uno dei più abili e intrepidi ufficiali in tutte le forze britanniche, egli venne passato agli ordini del principe Federico, duca di York e Albany, prestando servizio nei Paesi Bassi. Comandò l'avanzata nell'azione di Le Cateau e venne ferito a Nimega, evitando così la disastrosa ritirata dall'Olanda nell'inverno del 1794–1795. Nel 1795 ricevette la medaglia da cavaliere dell'Ordine del Bagno in riconoscimento dei suoi servizi.
In quello stesso anno venne nominato successore di Sir Charles Grey, al ruolo di comandante in capo delle forze britanniche nelle Indie occidentali. Nel 1796, Grenada venne improvvisamente attaccata da un distaccamento dell'esercito ai suoi ordini. Abercromby ottenne possedimenti negli insediamenti di Demerara e Essequibo, nel Sud America, e nelle isole di Saint Lucia, Saint Vincent e Trinidad.
In questa parte della sua carriera Abercromby venne coinvolto nella repressione della rivolta della popolazione caraibica dei Garifuna sull'isola di Saint Vincent, portando alla fine di secoli di resistenza alla colonizzazione europea. Uno degli ufficiali di Abercromby uccise il capo garifuna Joseph Chatoyer il 14 marzo 1795. Sebbene questa sia stata una campagna di minore importanza per Abercromby, ancora oggi è ben ricordato a Saint Vincent, dove Chatoyer è ricordato come eroe nazionale.

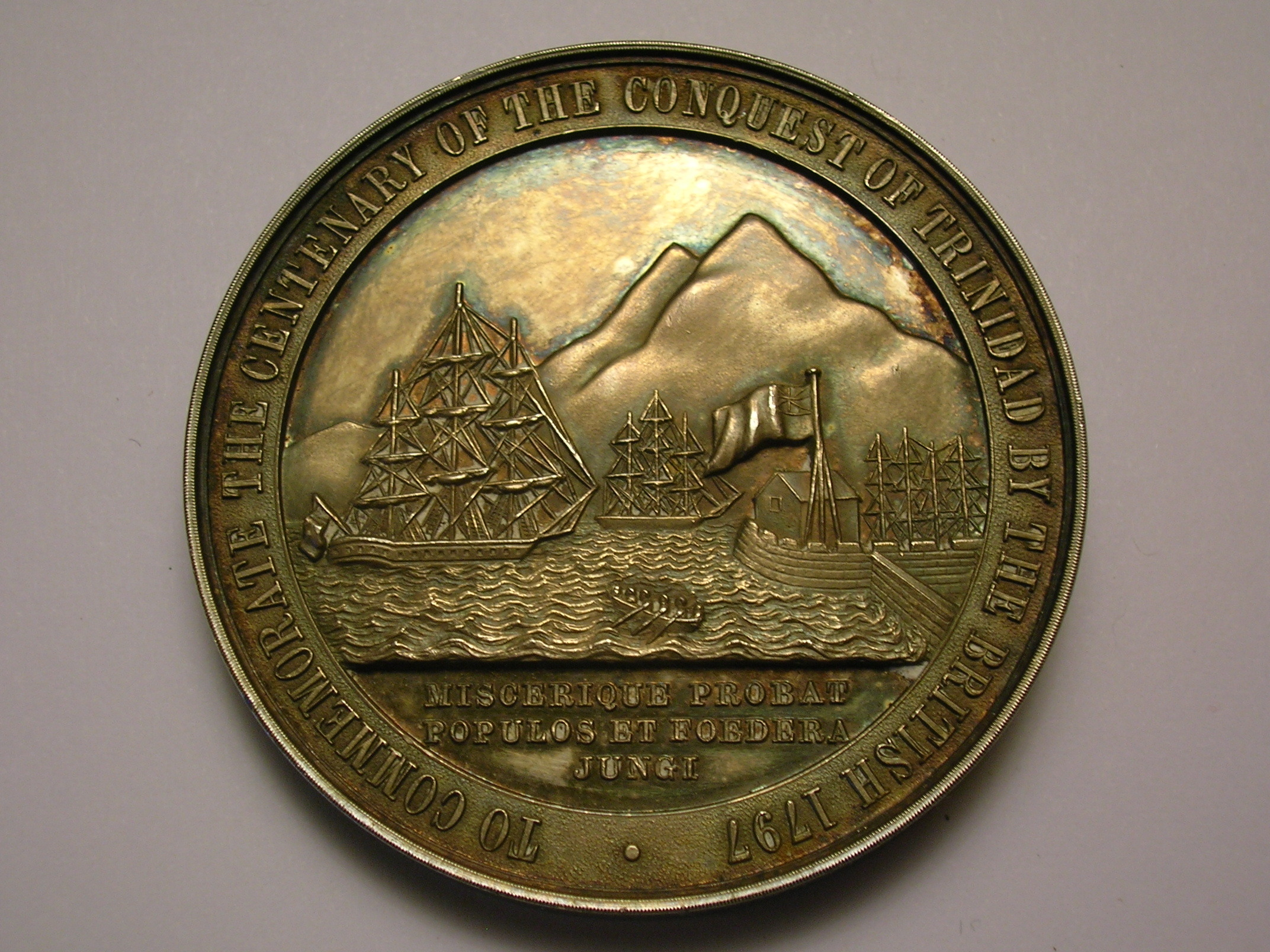
Un medaglione che illustra la Cattura di Trinidad e Tobago ad opera degli inglesi nel 1797.

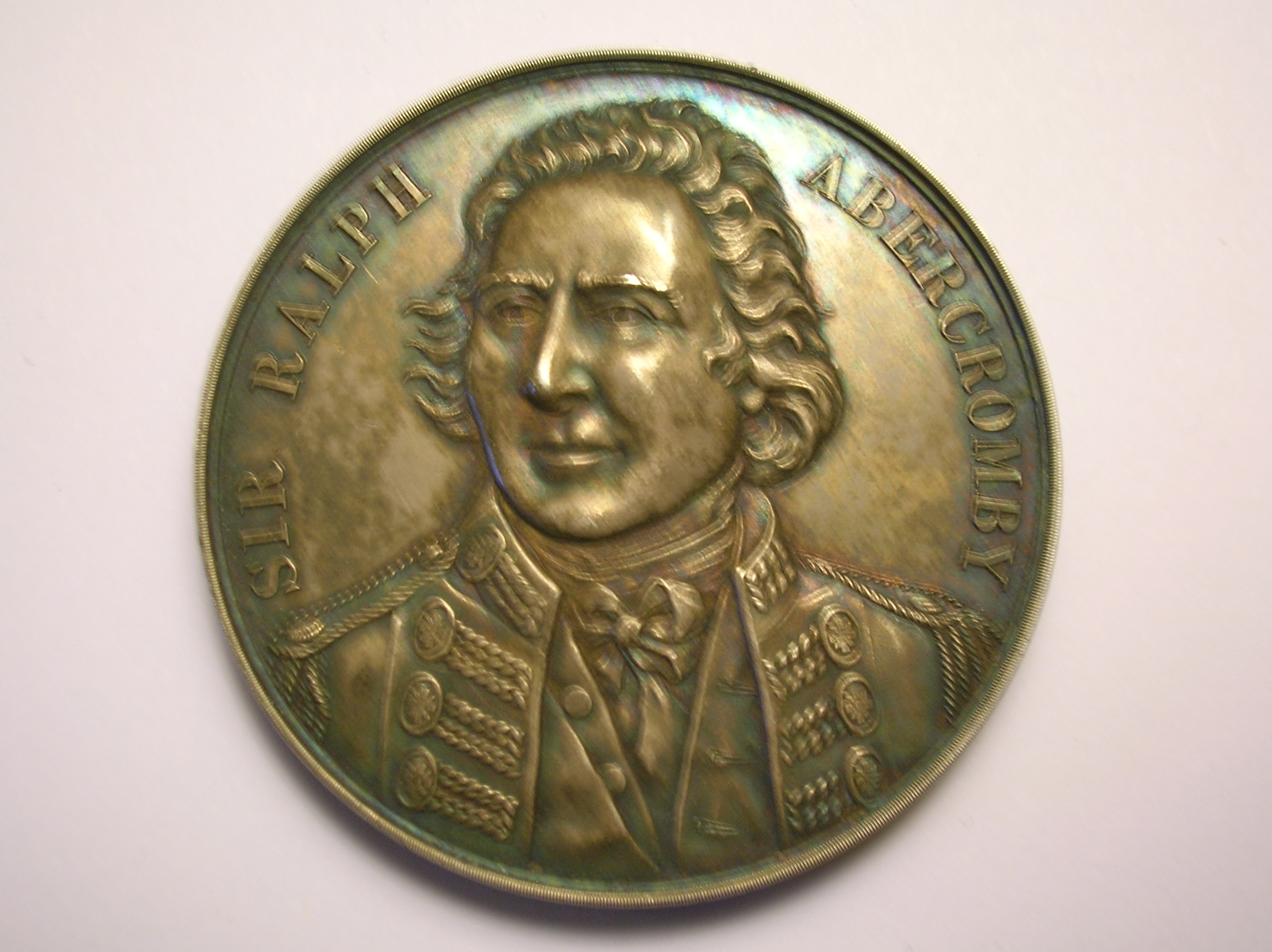
Sir Ralph Abercromby, comandante delle forze britanniche che catturarono Trinidad e Tobago.

Il 17 aprile 1797, Abercromby, con una forza di 7.000-13.000 uomini, che includevano mercenari tedeschi e Royal Marines e un'armata di 60-64 navi, che riuscirono ad invadere l'isola di Puerto Rico. Il governatore dell'isola e capitano generale Don Ramón de Castro e le sue forze, consistenti in gran parte del Regimiento Fijo de Puerto Rico e del Milicias Disciplinadas, respinsero l'attacco.
Il 30 aprile, dopo due settimane di fieri combattimenti, che inclusero il prolungato scambio di colpi d'artiglieria e combattimenti corpo a corpo, incapace di sfondare la linea nemica, Abercromby si ritirò.
Abercromby ritornò in Europa e, come ricompensa per i suoi importanti servizi, venne nominato colonnello del reggimento degli Scots Greys, nominato governatore dell'Isola di Wight, Fort-George e Fort-Augustus, ed elevato al rango di tenente generale.
Nel 1797–1798 ottenne il comando delle forze britanniche in Irlanda. Durante questo periodo venne impegnato nella ribellione del 1798 che contribuì a sopprimere e a proteggere la popolazione dall'oppressione militare, mantenendo la disciplina nell'esercito, guadagnandosi la nomea di grande generale e illuminato statista. Quando venne nominato al comando dell'Irlanda, gli venne subito resa nota dal governo britannico l'intenzione dei francesi di invadere quella porzione del regno.
Sapendo di non ricevere adeguato supporto dai capi del governo irlandese, egli rinunciò ben presto al proprio incarico per impraticabilità. La sua partenza dall'Irlanda venne lamentata lungamente dal popolo e venne seguita da un'ondata di repressione che egli, saggiamente, aveva voluto a suo tempo evitare.
Dopo un breve periodo come comandante in capo per la Scozia, Abercromby, quando la guerra contro la Repubblica Batava olandese si risolse nel 1799, venne richiamato al comando sotto il duca di York. La campagna del 1799 si concluse con un disastro.
Nel 1801 venne scelto per essere inviato con l'esercito a strappare l'Egitto ai francesi. La sua esperienza nei Paesi Bassi e nelle Indie occidentali lo avevano reso particolarmente adatto al comando e riuscì a colpire il nemico senza gravi danni alle sue truppe. Dopo lo sbarco delle truppe ad Abukir, egli incontrò una strenua opposizione che lo consegnò poi tra i più brillanti ufficiali dell'esercito inglese.

### La morte

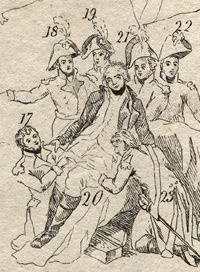
Morte del generale Sir Ralph Abercrombie incisione di sir Robert Ker Porter. Abercromby è rappresentato al centro col numero 20.

La battaglia nelle vicinanze di Alessandria (21 marzo 1801) fu la conseguenza naturale dello sbarco delle truppe di Abercromy in Egitto, ma egli venne colpito da proiettile che non poté essere estratto e morì sette giorni dopo la battaglia, a bordo della HMS Foudroyant, ancorata nel porto.
Il suo vecchio amico e comandante, il duca di York, disse di lui: "La sua osservanza della disciplina, la sua assoluta attenzione alla salvezza delle truppe, la perseveranza e lo spirito libero che marcarono la sua carriera, lo splendore delle sue azioni sul campo e l'eroismo della sua morte, siano d'esempio per quanti come lui vogliano vivere una vita d'eroismo e una morte di gloria". Egli venne sepolto nella commenda del Gran Maestro dei Cavalieri di San Giovanni a Malta
Con una votazione della Camera dei Comuni, gli venne eretto un monumento presso la St Paul's Cathedral, Abercromby Square a Liverpool. La sua vedova venne creata baronessa Abercromby di Tullibody e Aboukir Bay, e ricevette una pensione di 2.000 sterline annue.

## Matrimonio e figli
Il 17 novembre 1767 Abercromby sposò Mary Anne, figlia di John Menzies e di sua moglie Ann, figlia di Patrick Campbell. La coppia ebbe sette figli, di cui quattro entrarono in parlamento e due intrapresero la carriera militare:
- Anne Abercromby (m. 1844)
- Mary Abercromby (m. 1825)
- Catherine Abercromby (m. 1842)
- George Abercromby, II barone Abercromby (1770–1843)
- Generale Sir John Abercromby (1772–1817)
- James Abercromby, I barone Dunfermline (1776–1858)
- Tenente colonnello Alexander Abercromby (1784–1853)

Tra i suoi discendenti c'è Hon Ralph Abercromby, meteorologo e studioso dei fenomeni atmosferici.